# Belagali, Mudhol
Belagali là một làng thuộc tehsil Mudhol, huyện Bagalkot, bang Karnataka, Ấn Độ.